# Football Club Vendenheim-Alsace
Maillots
Actualités
Le Football Club Vendenheim est un club de football féminin français basé à Vendenheim et fondé en 1974. 
Les Fédinoises font partie des seize équipes qui ont fondé la Division 1 en 1974. Après avoir évolué dans l'élite durant six saisons dans les années 1980, le club connait un gros passage à vide d'une quinzaine d'années pendant lesquelles le club évolue dans les divisions de la Ligue d'Alsace. Le club va ensuite profiter des différentes réformes des compétitions pour refaire son apparition dans les divisions nationales à partir de 2001. Depuis, le club oscille entre la première et la deuxième division et s'installe dans cette dernière depuis 2013. Le FC Vendenheim décroche au passage trois titres de champion de France de D2.
L'équipe fanion du club, entraînée depuis la saison 2018-2019 par Nicolas Both, participe au championnat de deuxième division et évolue sur le stade Waldeck de Vendenheim.
La section masculine, qui n'a jamais percé au niveau national, a été fondée en 1927.

## Histoire
La section féminine du FC Vendenheim voit le jour en 1974 à la suite de la fusion avec le club de Schwindratzheim champion d'Alsace de football féminin en titre, fondé en 1968.  
Le club porte un temps le nom de Vendenheim-Schwindratzheim. 
Championnes d'Alsace en 1975 à la suite d'une finale disputée contre le FC Baldersheim, puis à nouveau la saison suivante, en restant invaincu tout au long de la saison, les fédinoises s'inclinent pour la première fois en finale régionale face au FC Baldersheim en 1977. Après un petit passage à vide lors de la saison 1977-1978, avec une quatrième place en championnat du Bas-Rhin, le FC Vendenheim renoue avec le succès en décrochant un nouveau titre de champion d'Alsace en s'imposant en finale contre l'AS Bourgfelden.

## Palmarès
Le palmarès du FC Vendenheim comporte trois championnats de France de seconde division ainsi que quatre championnats d'Alsace.
Le tableau suivant liste le palmarès du club actualisé à l'issue de la saison 2011-2012 dans les différentes compétitions officielles au niveau national et régional.
| Compétitions nationales | Compétitions régionales                                         | Équipes de jeunes                                    |
| - Championnat de France de D2 (3) - Champion : 2004, 2007, 2011. - Challenge de France - Demi-finaliste : 2003, 2005, 2008. | - Championnat d'Alsace (4) - Champion : 1975, 1976, 1979, 1987. | - Challenge national féminin U19 - Finaliste : 2011. |

## Bilan saison par saison
Le tableau suivant retrace le parcours sportif du club par saison depuis sa création en 1974.
| Saison    | Division 1                           | Division d'Honneur                   |                                      |                     |
| --------- | ------------------------------------ | ------------------------------------ | ------------------------------------ | ------------------- |
| 1974-1975 | 1/4 de finale                        |                                      |                                      |                     |
| 1975-1976 | Premier Tour                         |                                      |                                      |                     |
| 1976-1977 | Premier Tour                         |                                      |                                      |                     |
| 1977-1979 |                                      | ...                                  |                                      |                     |
| 1979-1980 | Premier Tour (Groupe Est)            |                                      |                                      |                     |
| 1980-1981 | Premier Tour (Groupe Est)            |                                      |                                      |                     |
| 1981-1982 | 3e Premier Tour (Groupe Est)         |                                      |                                      |                     |
|           | Division 1                           | Division 2                           | Division d'Honneur                   |                     |
| 1982-1983 | 5e du Groupe C du tour préliminaire  | 5e du Groupe C du tour préliminaire  |                                      |                     |
| 1982-1983 | 4e (Gr. B)                           |                                      |                                      |                     |
| 1983-1984 | 1er du Groupe G du tour préliminaire | 1er du Groupe G du tour préliminaire |                                      |                     |
| 1983-1984 | 5e (Gr. D)                           |                                      |                                      |                     |
| 1984-1985 | 2e du Groupe A du tour préliminaire  | 2e du Groupe A du tour préliminaire  |                                      |                     |
| 1984-1985 | 6e (Gr. C)                           |                                      |                                      |                     |
| 1985-1986 | 5e du Groupe G du tour préliminaire  | 5e du Groupe G du tour préliminaire  |                                      |                     |
| 1985-1986 | 4e (Gr. B)                           |                                      |                                      |                     |
|           | Division 1                           | Championnat Interrégional            | Division d'Honneur                   |                     |
| 1986-1992 |                                      | ...                                  | ...                                  |                     |
|           | National 1A                          | National 1B                          | Championnat Interrégional            |                     |
| 1992-1993 |                                      | 6e (Gr. B)                           |                                      |                     |
| 1993-1994 |                                      | 6e (Gr. A)                           |                                      |                     |
| 1994-1995 |                                      | 7e (Gr. A)                           |                                      |                     |
| 1995-1996 |                                      | 2e (Gr. A)                           |                                      |                     |
| 1996-1997 |                                      | 5e (Gr. A)                           |                                      |                     |
| 1997-1998 |                                      | 6e (Gr. A)                           |                                      |                     |
| 1998-2001 |                                      |                                      | ...                                  | Challenge de France |
| 2001-2002 |                                      | 7e (Gr. B)                           |                                      | 2e tour fédéral     |
|           | Division 1                           | Division 2                           | Division 3                           | Challenge de France |
| 2002-2003 |                                      |                                      | 2e (Gr. B) 1er (Tournoi Final Gr. B) | 1er tour fédéral    |
| 2003-2004 |                                      | 1er (Gr. B) 1er (Tournoi Final)      |                                      | 16e de finale       |
| 2004-2005 | 8e                                   |                                      |                                      | 1/4 de finale       |
| 2005-2006 | 11e                                  |                                      |                                      | 8e de finale        |
| 2006-2007 |                                      | 1er (Gr. B) 1er (Tournoi Final)      |                                      | non connu           |
| 2007-2008 | 7e                                   |                                      |                                      | 8e de finale        |
| 2008-2009 | 12e                                  |                                      | 3e (équipe réserve)                  | 8e de finale        |
| 2009-2010 |                                      | 3e (Gr. A)                           | 6e (équipe réserve)                  | 2e Tour Fédéral     |
|           | Division 1                           | Division 2                           | Division d'Honneur                   | Coupe de France     |
| 2010-2011 |                                      | 1er (Gr. A)                          | 2e (équipe réserve)                  | 8e de finale        |
| 2011-2012 | 7e                                   |                                      | 1er (équipe réserve)                 | 32e de finale       |
| 2012-2013 | 10/12                                |                                      | 1er (équipe réserve)                 | 8e de finale        |
| 2013-2014 |                                      | 2/12, gr. A                          | 1er (équipe réserve)                 | 1/4 de finale       |
| 2014-2015 |                                      | 3/12, gr. A                          | 1er (équipe réserve)                 | 1/4 de finale       |
| 2015-2016 |                                      | 4/12, gr. A                          | 1er (équipe réserve)                 | 8e de finale        |
| 2016-2017 |                                      | 5/12, gr. B                          | 2e (équipe réserve)                  | 32e de finale       |
| 2017-2018 |                                      | 7/12, gr. B                          |                                      | 32e de finale       |
| 2018-2019 |                                      | 7/13, gr. B                          | 2e (équipe réserve)                  | 16e de finale       |
| 2019-2020 |                                      | 7/12, gr. B                          | 2e (équipe réserve)                  | 16e de finale       |

## Identité visuelle

Logo avant 2011
Logo à partir de 2011
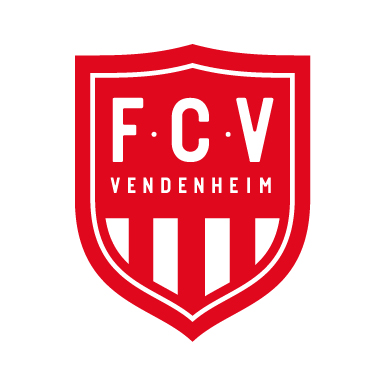
Logo actuel